# Cebrio melillense
Cebrio melillense is een keversoort uit de familie Cebrionidae. De wetenschappelijke naam van de soort is voor het eerst geldig gepubliceerd in 1914 door Escalera.